# St. Petri (Döhren)

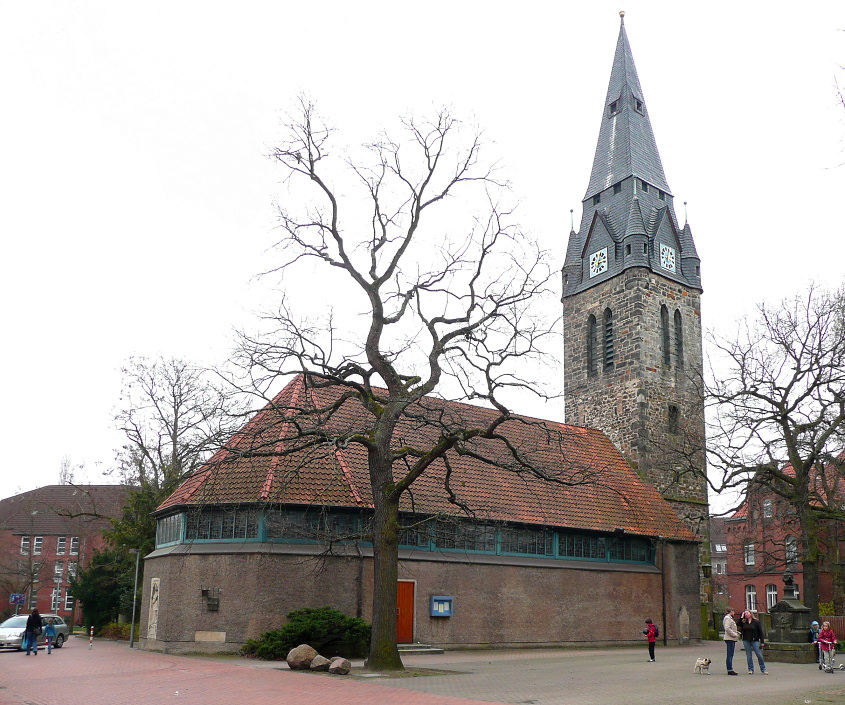
Ansicht von Nordosten

St. Petri ist eine evangelisch-lutherische Kirche in Hannover-Döhren. Ihr Ursprung reicht bis zum 14. Jahrhundert zurück.

## Geschichte der Gemeinde

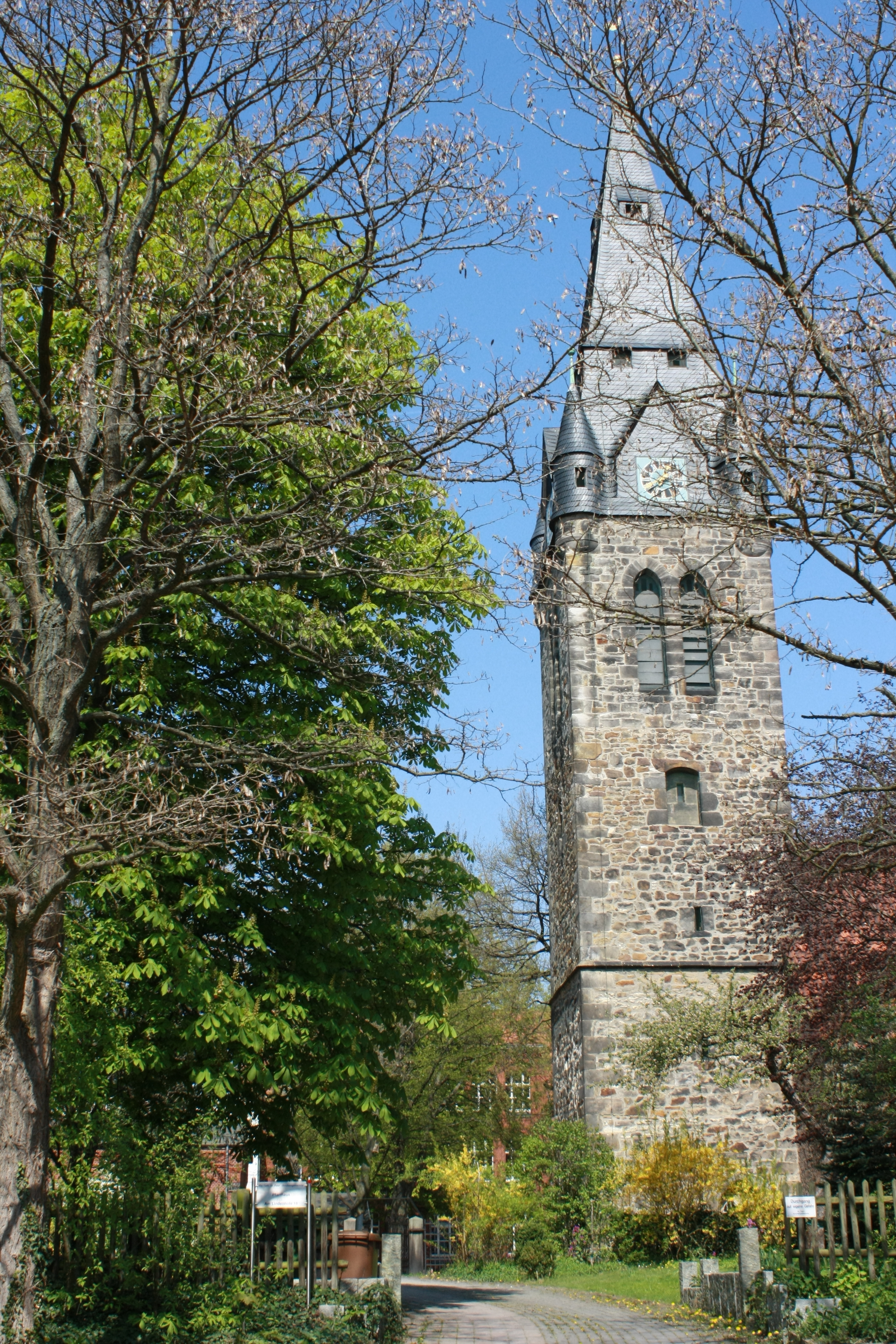
Kirchturm St.-Petri-Kirche

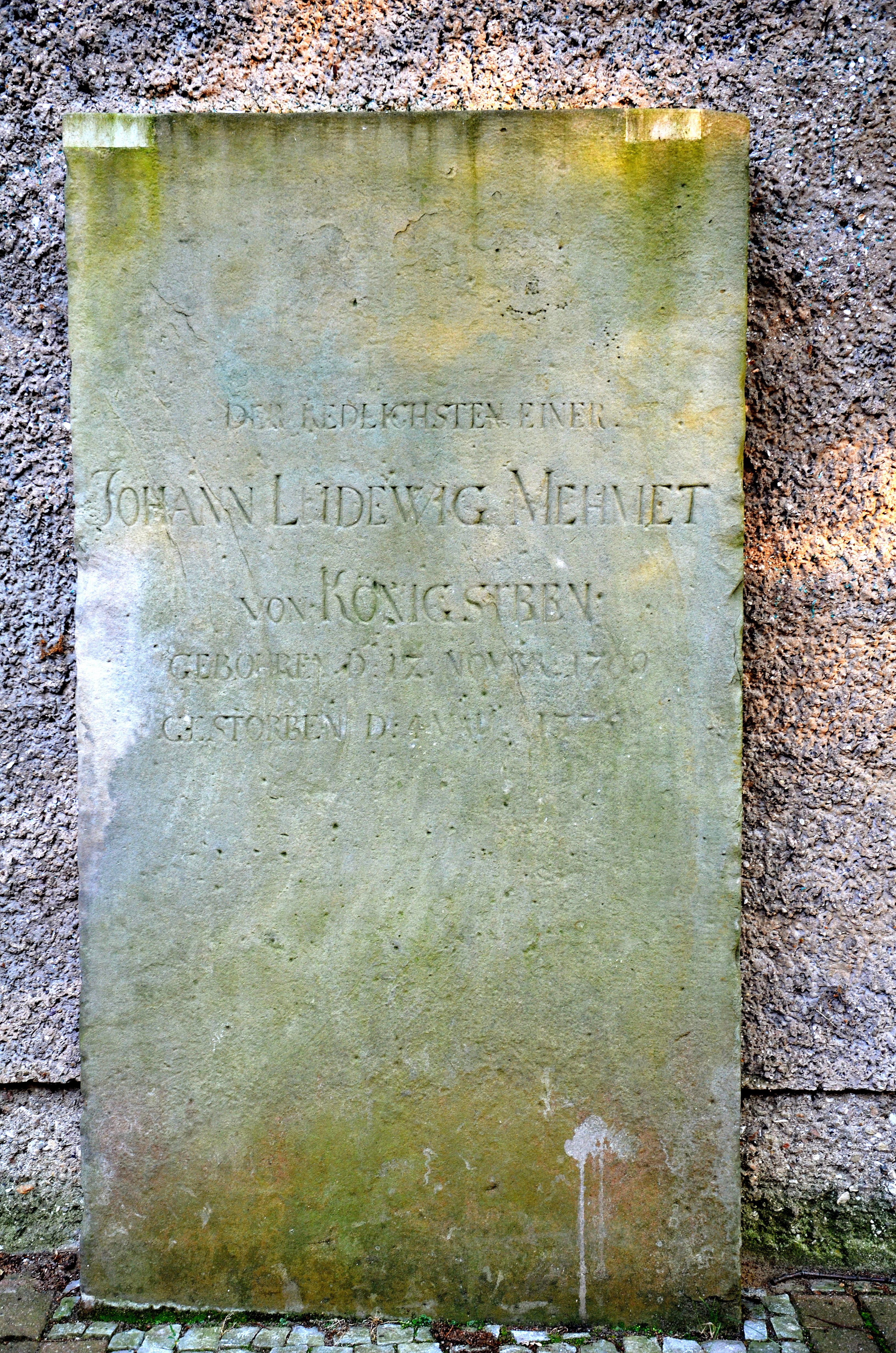
An der (1949 neu gebauten) Außenmauer des Kirchenschiffes aufgerichtete Grabplatte für Johann Ludewig Mehmet von Königstreu (1709–1775)

Die ursprünglich dem Archidiakonat Sarstedt des Bistums Hildesheim zugehörige Kirchengemeinde in Döhren ist seit dem 14. Jahrhundert belegt und damit eine der ältesten Gemeinden Hannovers. 1320 befand sich das kercklen to Dornde im Besitz des Artur van Boltesem. Seit dem Mittelalter waren der Petrikirche die Kapellengemeinden in Laatzen und Wülfel angegliedert, letztere als zu Döhren gehörig 1392 erstmals erwähnt. Die Reformation wurde 1529 mit der Amtsenthebung des letzten katholischen Pfarrers Johannes Holthusen und der Einsetzung von Heinrich Palster eingeführt.
1957 erfolgte die Ausgründung der Auferstehungskirchen-Gemeinde.

## Kirchenbau
Der erste, gotische Kirchenbau aus Bruchsteinmauerwerk entstand wohl Mitte des 14. Jahrhunderts. Von ihm ist der untere Teil des Kirchturms erhalten. Das Kirchenschiff wurde 1710 als Saalkirche ausgebaut und barockisiert. 1782 erfolgte ein zweiter Umbau und 1891/92 eine grundlegende neugotische Umgestaltung unter Hinzufügung eines Querschiffs. Der Turmhelm stammt aus dem Jahr 1913. Nach der Zerstörung 1943 bei den Luftangriffen auf Hannover im Zweiten Weltkrieg wurde die Kirche 1949 mit finanzieller Unterstützung der amerikanischen Sektion des Lutherischen Weltbundes nach Plänen von Otto Bartning als Notkirche mit Modulen aus standardisierten Holzbindern wiederaufgebaut. 
An den Außenmauern und im Altarraum befinden sich historische Grabdenkmäler des 16.–18. Jahrhunderts, u. a. das Ludwig Mehmet von Königstreus († 1775), des ältesten Sohns von Ludwig Maximilian Mehmet von Königstreu, des osmanischen Kammerdieners und 1716 von Kaiser Karl VI. geadelten Vertrauten König Georg I.

## Orgel
Die Orgel wurde 2007 von der Werkstatt Hermann Eule Orgelbau Bautzen erbaut, als Ersatz für die Vorgängerorgel der Werkstatt Emil Hammer Orgelbau aus dem Jahr 1950. Das Schleifladen-Instrument hat 24 Register auf zwei Manualen und Pedal. Die Trakturen sind mechanisch.
Disposition
| I Hauptwerk C–g3 |               |     |
| 1.               | Bordun        | 16′ |
| 2.               | Prinzipal     | 8′  |
| 3.               | Metallgedackt | 8′  |
| 4.               | Octave        | 4′  |
| 5.               | Spitzflöte    | 4′  |
| 6.               | Superoctave   | 2′  |
| 7.               | Mixtur IV     |     |
| 8.               | Trompete      | 8′  |

| II Schwellwerk C–g3 |                  |       |
| 9.                  | Lieblich Gedackt | 8′    |
| 10.                 | Salicional       | 8′    |
| 11.                 | Unda maris       | 8′    |
| 12.                 | Fugara           | 4′    |
| 13.                 | Rohrflöte        | 4′    |
| 14.                 | Nasat            | 2 ⁄3′ |
| 15.                 | Flageolett       | 2′    |
| 16.                 | Quinte           | 1 ⁄3′ |
| 17.                 | Sesquialtera II  |       |
| 18.                 | Oboe             | 8′    |
|                     | Tremulant        |       |

| Pedal C–f1 |             |     |
| 19.        | Subbass     | 16′ |
| 20.        | Violonbass  | 16′ |
| 21.        | Octavbass   | 8′  |
| 22.        | Gedacktbass | 8′  |
| 23.        | Octave      | 4′  |
| 24.        | Posaune     | 16′ |

- Koppeln: II/I, I/P, II/P
- Nebenregister: Zimbelstern, Vox strigis